# Derol
Derol fou un estat tributari protegit de l'agència de Mahi Kantha a la presidència de Bombai. Està governat per un thakur koli, que al final del segle XIX era Ram Singh, nascut el 1853. L'estat tenia una superfície de 26 km² i una població de 1.224 habitants (1881) quasi tots hindús; el 1901 eren 837 habitants en dos pobles. La capital era Derol. Els ingressos en 1.823 rúpies i pagava un tribut de 513 rúpies al Gaikwar de Baroda i 47 rúpies al raja d'Idar.